# 라토미르 두이코비치
라토미르 두이코비치(세르비아어: Ратомир Дујковић, 1946년 2월 24일, 부코바르-스리옘 주 보로보 ~)는 세르비아의 축구 감독이자 전직 선수이다.

## 선수 경력
두이코비치는 보로보 나셀례에서 세르비아계 가정에서 출생해 이반 고란 코바치치 초등학교를 다녔고, 처음에 핸드볼 골키퍼로 스포츠에 입문했다. 그는 보로보의 전 골키퍼였던 요시프 케즈디의 눈에 띄어 축구할 것을 제안받았다. 그는 제안을 받아들여 보로보의 골키퍼가 되었고, 이후 오시예크로 이적했다. 1962년 11월 29일, 오시예크 유소년부는 베오그라드에서 열린 유고슬라비아 공화국의 날 대회에 16세의 나이로 참가해 큰 인상을 심어 츠르베나 즈베즈다 유소년부 입단을 바로 제의받았다. 그는 바로 수락하면서 귀가하여 소지품만 들고 베오그라드로 발을 돌렸다.
그는 츠르베나 즈베즈다에서 요반 아치모비치, 스타니슬라브 카라시, 드라간 자이치, 트리푼 미하일로비치와 함께 밀랸 밀랴니치의 지도를 받아 주축 선수로 도약했다. 두이코비치는 1964년 6월 4일, OFK와의 1963-64 리그 최종전에서 첫 경기를 치렀다. 한편 츠르베나 즈베즈다는 1971년에 유러피언컵 준결승전까지 올랐고, 유고슬라비아 국가대표팀 경기에도 4번 출전했다. 1974년, 두이코비치는 오비에도로 이적해 스페인 무대에서 3년을 보냈다. 그는 1977년에 승격 새내기 오시예크에 입단하면서 유고슬라비아 1부 리그 무대에 복귀했고, 이 곳에서 3년을 보냈다. 오시예크가 강등된 1979-80 시즌을 끝으로, 두이코비치는 또다른 2부 리그 구단인 갈레니카 제문으로 둥지를 옮겼고, 1981-82 시즌에 승격을 이룩했다. 그는 1부 리그 복귀전을 치르지 않았고, 1982년 여름에 바로 은퇴했다.

## 감독 경력
두이코비치는 그가 은퇴한 구단을 맡으면서 지도자의 길에 들었다: 그는 1982-83 시즌에 갈레니카의 기술진 일원으로 활동했는데, 소속 구단은 리그 최하위로 다시 강등되었다.

### 갈레니카
두이코비치가 1983년에 갈레니카 제문의 지휘봉을 잡으며 처음으로 총지휘를 맡았다. 그는 소속 구단을 이끌고 유고슬라비아 2부 리그에서 준수한 성적을 냈지만, 승격을 이룩하지 못했다. 1987년, 그는 츠르베나 즈베즈다의 제의를 수락해 골키퍼 코치를 역임했다. 두이코비치는 이후 5년 동안 여러 감독들을 보좌했는데, 이 중 1시즌은 아랍에미리트에서 고이코 제츠를 보좌했다. 두이코비치는 츠르베나 즈베즈다 기술진 일원으로 1991년에 유러피언컵 우승을 경험했다.

### 베네수엘라
두이코비치는 1992년에 다시 총감독을 맡게 되었다. 그와 자국 리그에서 같이 한배를 탔던 적 있는 블라디차 포포비치와 두샨 마로비치가 베네수엘라 축구 연맹에게 그의 취임을 추천했다. 두이코비치는 스페인어를 할 수 있다는 점 덕에 베네수엘라 국가대표팀 감독을 3년 역임하게 되었다. 그리 많은 기대를 받지 않던 국가대표팀 감독을 취임한 두이코비치는 베네수엘라 국가대표팀을 맡아 사상 처음으로 코파 아메리카 꼴찌를 면하게 해 국제 축구 연맹 랭킹을 29단 오른 것이 손꼽히는 성과였다고 회고했다.

### 미얀마, 베네수엘라 복귀
그의 다음 행선지는 미얀마 국가대표팀이었다. 두이코비치호는 아시안게임 본선행에 성공했지만, 미얀마가 국제 축구 연맹과 마찰을 빚으면서 사임했다. 그는 베네수엘라로 돌아가 마라카이보의 갓 창단한 아틀레티코 술리아의 감독을 맡아 올해의 감독으로 명명되기도 했다.
이후, 두이코비치는 메리다의 우니베르시다드 데 로스 안데스와 같은 연고지의 경쟁 구단인 에스투디안테스 데 메리다를 차례로 지도했다. 2000년, 그는 유고슬라비아 국가대표팀의 기술진 일원으로서 유로 2000 기간 동안 부야딘 보슈코브 감독을 보좌했다.

### 르완다
두이코비치는 2001년 말에 르완다 국가대표팀 감독으로 취임했다. 르완다 축구 연맹은 세르비아 몬테네그로 축구 협회 출신의 지도자를 물색했고, 결국 두이코비치가 감독으로 낙점되었다. 학살극으로 얼룩젔던 르완다 국민들의 도피처는 축구였다. 두이코비치 감독 취임 후 르완다 국가대표팀은 처음 18경기 중 7번의 경기를 승리했다. 이후, 그는 르완다의 사상 첫 아프리카 네이션스컵 본선행을 이룩하며 찬사를 받았다. 르완다는 키갈리에서 2003년 7월 6일에 열린 예선전 경기에서 가나를 제치고 본선행에 올랐는데, 훗날 그는 역설적이게도 가나를 이끌고 2006년 월드컵에서 16강행을 이룩했다.
2004년 1월, 튀니지에서 열린 2004년 아프리카 네이션스컵 본선에서 르완다는 대회 최약체 국가였지만, 8강 진출 문턱까지 갔었다. 두이코비치의 르완다 국가대표팀 계약은 2004년 중에 르완다 축구 연맹과의 계약이 갱신되지 않으면서 해지되었다.

### 가나
2004년 9월, 포르투갈 출신 마리아누 바레투 감독이 자국 리그의 마리티무를 지도하기 위해 가나 국가대표팀 지휘봉을 내려놓았다. 가나 축구 협회는 그의 후임을 3개월 동안 물색했고, 오마르 트루시에를 비롯한 여러 후보들 중에 이름을 올렸다. 11월 말, 두이코비치가 후임 감독으로 낙점되었고, 12월 중순에 계약을 맺었다. 따라서, 두이코비치는 르완다보다 선수진이 두터운 국가대표팀을 맡아 새뮤얼 쿠포르, 스티븐 아피아, 그리고 마이클 에시엔을 비롯한 유럽 무대에서 선전하는 선수들을 지도했다. 선수진 규모와 비례하게 가나 국민들의 기대 또한 훨씬 높았고, 독일에서 열릴 2006년 월드컵 본선행을 목표로 정조준했다. 그는 본선행에 이룩해 가나를 사상 첫 월드컵 본선에 올려놓았다. 이 예선전은 이집트에서 열릴 2006년 아프리카 네이션스컵 예선전도 겸해 진행되었다.
두이코비치 감독은 가나 국가대표팀 임기에 많은 비판을 받았다. 다수는 자국인 감독이 국가대표팀을 지도할 것을 희망했다. 특히 2006년 1월에 2006년 아프리카 네이션스컵 본선에서 나이지리아, 세네갈, 그리고 짐바브웨가 편성된 조에서 부진한 성적을 거두자 그의 경질에 대한 목소리가 높아지기도 했다.
나이지리아전을 패하고, 세네갈전을 승리한 가나는 보다 약체이며 앞서 두 경기를 모두 패해 승점을 1점도 획득하지 못한 짐바브웨를 상대로 8강행을 놓고 경합했다. 가나는 승리로 8강 진출을 확정지을 수 있었으나, 1-2로 패해 조기에 탈락했다. 2006년 6월 12일, 두이코비치는 가나를 이끌고 하노버의 니더작센슈타디온에서 첫 월드컵 경기를 치렀다. 불행히도, 이 경기에서 가나는 이탈리아에 무기력하게 0-2로 완패했다.
"검은 별 군단"은 이후 체코를 상대로 1패하면 조기에 탈락하는 상황에 물러설 수 없는 진검승부를 벌였다. 가나는 이 경기에서 선전하여 페널티 킥을 실축하는 등 몇 차례 명백한 득점 기회를 날리고도 2-0으로 완승했다. 두이코비치호는 조별 리그 최종전에서 미국을 만나 또다시 승리를 거두었는데, 2-1로 이기면서 처음으로 참가한 대회에서 죽음의 조를 통과해 브라질과 16강에서 격돌했다.
가나는 패기 있게 강호 브라질을 상대했지만, 0-3으로 완패했다. 이 경기는 논란도 불거졌는데, 브라질이 전반 종료 직전에 넣은 2번째 골은 오프사이드로 취소되어야 했지만 그러하지 못했다. 두이코비치 감독은 류보시 미헬 주심에게 "브라질 유니폼이나 입어라"라는 비꼬는 투로 항의했다. 미헬 주심은 즉시 퇴장을 명령해 두이코비치 감독은 남은 시간 동안 선수단을 지휘하지 못했다. 비록 그는 가나 국가대표팀과 2006년 12월까지 계약했지만, 2006년 7월 16일에 건강 문제로 지휘봉을 내려놓았다. 가나 매체는 그를 맹비난했는데, 그가 계약 기간을 남기고 국가대표팀 감독직을 사임에 꿍꿍이가 있었다고 꼬집었다. 두이코비치는 이에 언론의 맹비난에 스트레스와 압박을 받아 가나 대중과 관계가 진전되지 못했다고 응수했다. 가나 국가대표팀을 사임한 지 얼마 지나지 않아 그는 중국의 올림픽 국가대표팀과 계약한 것으로 보도되었다.

### 중국 올림픽
2006년 10월 10일, 두이코비치는 중국의 올림픽 대회에 참가할 중국 U-23 국가대표팀 감독으로 취임했다. 그는 안방에서 열릴 2008년 하계 올림픽에 참가하게 될 올림픽 국가대표팀을 준비하게 되었고, 중국 축구 협회는 준결승전 진출이라는 터무늬없는 목표를 제시했다. 2006년 말, 두이코비치는 2006년 아시안 게임 조별 리그를 1위로 통과했지만, 이란 U-23 국가대표팀과의 8강전에서 승부차기 끝에 패퇴했다.
2007년 6월, 주광후 중국 성인 국가대표팀 감독이 부진한 성적을 거두자, 중국 언론은 두이코비치가 성인 국가대표팀 감독직을 맡아야 한다는 주장이 나왔다. 두이코비치 스스로도 이 보직에 관심을 표했지만, 2008년 하계 올림픽 전까지는 맡지 않겠다고 못을 박았다. 그는 동시에 두 국가대표팀을 지도할 가능성이 없다고 일축했다. 그래도, 2007년 9월에 같은 세르비아 국적의 블라디미르 페트로비치 감독이 취임하면서 그는 성인 국가대표팀의 부수적 보직을 맡아 '관리자'의 역할을 수행했다.
2008년 7월에 올림픽 메달이 목표임을 반복해 짚었지만, 두이코비치는 그 다음 주(하계 올림픽 개막 3주 전) 중국 축구 협회로부터 해고장을 받았다. 충격적인 사건은 막후의 두 파벌 간 암투가 고조되면서 발발했다. 두이코비치의 수석 코치였던 인 티에솅이 올림픽 기간 동안 감독직을 대행했다. 중국은 올림픽 본선에서 1경기만을 비기고 나머지 2경기를 패해 조별 리그를 넘지 못했다.

### 세르비아 U-21
2009년 7월 15일, 두이코비치는 세르비아 U-21 국가대표팀 감독으로 임명되었다. 그는 그의 취임 전 몇 차례 입상한 대표팀 감독으로 취임해, 계속 성공 가도를 달릴 것으로 기대를 받았다. 그의 우선 목표는 덴마크에서 열릴 2011년 유럽 U-21 선수권 대회의 본선행이었다.
그의 첫 국가대표팀 공식 경기는 2009년 9월 5일에 열린 슬로바키아와의 안방 경기로, 이 경기에서 추가 시간에 실점해 1-2로 패했다. 이후 2경기를 연달아 이겼지만,(노르웨이 원정과 약체 키프로스와의 안방 경기) 다수는 두이코비치호의 기량을 비판했다. 전통적인 경쟁국인 크로아티아와의 원정 경기에서 1-3으로 패하자, 두이코비치호는 승점 9점으로 12점의 크로아티아와 10점의 슬로바키아에 밀려 3위에 뒤처졌다.
2010년 2월 초, 나이지리아 축구 협회는 두이코비치와 나이지리아 국가대표팀 감독직을 사전 협상했다. 세르비아 언론에서 두이코비치는 계약 조건을 나이지리아 국가대표팀을 2010년 월드컵 기간까지 4개월 동안 이끄는 것이었다고 밝혔다. 또한, 그는 세르비아 축구 협회와 계약중임에도 세르비아 U-21 국가대표팀 일정이 2010년 8월까지 없기 때문에 두 직위를 동시에 맡을 수 있도록 허락받아 공개적으로 나이지리아 국가대표팀 감독직에 관심을 표했다. 토미슬라브 카라지치 세르비아 축구 협회장은 두이코비치가 원한다면 위약금 없이 결별할 수 있다고 밝혔지만, 성사되면 한 자리는 포기해야 한다고 동시에 감독직을 맡는 것은 배제했다. 결국 라르스 라예르베크가 나이지리아 감독직을 맡았다.
2010년 8월 11일, 세르비아의 예선전 일정이 슬로바키아 원정 경기로 재개되었는데, 본선행 확정에 승리가 절실한 3연전을 시작했다. 이반 오브라도비치와 라도사브 페트로비치가 그리스와 같은 날 친선전을 치르는 라도미르 안티치의 성인 국가대표팀에 차출되었고, 아뎀 랴이치와 다니옐 알렉시치는 "최근 출전 기회를 더 잡아 경험이 더 쌓인 선수"가 필요하다 판단되어 차출되지 않았다. 두이코비치는 부진했고, 이 경기를 1-2로 패하면서 2011년 유럽 U-21 선수권 대회 본선행은 물거품이 되었다.
슬로바키아전 패배 이튿날, 두이코비치는 사직서를 내고 남은 두 예선전 경기에서 국가대표팀을 지도하지 않았다. 후임으로 토미슬라브 시비치가 취임해 무의미한 두 예선전 경기를 치렀다.

### 시리아
2010년 10월 중순, 두이코비치는 시리아 국가대표팀 감독으로 취임해, 드라고슬라브 포포비치, 드라고슬라브 스리요비치, 그리고 밀로슬라브 라디보예비치에 이어 시리아 국가대표팀 지휘봉을 잡은 4번째 세르비아인이 되었다.
2010년 12월 19일, 취임 2개월 후, 시리아 축구 협회는 "합의된 날짜에 휴가에서 돌아오지 않아" 해고장을 받았다. 두이코비치는 세르비아 언론에 해임된 것이 아니라 원하는 사단을 꾸릴 수 없게 하는 시리아 축구 협회의 결정에 사퇴했다고 의견을 표력했다.
2014년 4월, 두이코비치는 에리크 은시미이마나의 후임으로 르완다 국가대표팀을 맡을 8명의 후보 명단에 이름을 올렸다.